# Калниньш, Петерис
Петерис Калниньш (латыш. Pēteris Kalniņš; 15 декабря 1988, Рига) — латвийский саночник, выступающий за сборную Латвии с 2004 года. Участник двух зимних Олимпийских игр, многократный призёр национального первенства.

## Биография
Петерис Калниньш родился 15 декабря 1988 года в Риге. Активно заниматься санным спортом начал в возрасте шестнадцати лет, в 2004 году прошёл отбор в национальную сборную и вместе с Оскарсом Гудрамовичсом стал принимать участие в различных международных соревнованиях. В сезоне 2006/07 дебютировал на взрослом Кубке мира, заняв в общем зачёте тридцатое место, кроме того, впервые поучаствовал в заездах взрослого чемпионата мира, показав на трассе австрийского Иглса последний двадцать шестой результат. В следующем году поднялся в мировом рейтинге сильнейших саночников до двадцать третьей позиции, ещё через год расположился на двадцать шестой строке.
Благодаря череде удачных выступлений Калниньш удостоился права защищать честь страны на зимних Олимпийских играх 2010 года в Ванкувере, где впоследствии финишировал двенадцатым. Чуть позже на домашнем европейском первенстве в Сигулде занял седьмое место, и это пока лучший его результат на чемпионатах Европы. В следующем сезоне после завершения всех кубковых этапов был в общем зачёте пятнадцатым, ещё через год — двадцать вторым. На чемпионате мира 2012 года в немецком Альтенберге пришёл к финишу десятым, и это лучшее его достижение на мировых первенствах.
В 2014 году Калниньш побывал на Олимпийских играх в Сочи, где финишировал десятым в мужской парной программе.